# Камелија
Камелија (Camellia) је род биљака из породице чајева (Theaceae). Камелија потиче из источне и јужне Азије, расте од Хималаја на западу до Индонезије и Јапана на истоку, а у Европу је први пут донијета 1740. године и то у Енглеску. Постоји око 100-300 описаних врста, али постоји и око 3.000 хибрида.

## Опис
Камелије спадају у вјечнозелено жбуње. Цвјетови камелије су обично упадљиви и велики, до 12 центиметара. Боја цвијетова варира бити од црвене и ружичасте до бијеле, док се жуте камелије могу наћи искључиво у Јужној Кини и Вијетнаму. Њени цвијетови подсјећају на цвијетове руже, једноставни су и пуни. Одликује се густим букетом упадљивих жутих прашника који се изузетно истичу и са латицама често стварају контраст боја.
У топлијим крајевима расте слободно као жбун. Листови камелија су наизмјенично распоређени и често су једноставни, дебели наборани и необично сјајни. Треба их барем једанпут седмично обрисати влажном крпом или спужвом. Камелије обично расту до 30 центиметара годишње до стања зрелости – иако то зависи од врсте камелија и географске локације на којој се налази.

## Одржавање
Камелија је цвијет који воли влажна, топла и сјеновита мјеста. Такође је добро отпорна на ниске температуре, па се неријетко деси да процвијета и испод снијега. Ипак, уколико се камелије гаје у дворишту и баштама, током зимског периода потребно је покрити сувим шибљем. Воле кисело земљиште, које треба обогатити са мало пијеска и стајским ђубривом. Осим у врту, могућ је и узгој у затвореном простору и у кући или на балкону. Коријен јој је изузетно осјетљив, па је потребно водити рачуна да тло камелије не буде превише заливено, иначе ће иструлити. Зими подразумијева слабије заливање. Не треба је излагати превеликом сунчевом зрачењу. Уколико је узгој камелија одговарајући, резултати су велики лијепи цвијетови на јесен. Често пресађивање камелија није добро за њих јер постоји могућност да отпадну листови. Најпрактичније је премјештати је сваке треће године, јер често пресађивање такође може изазвати мање цвијетове. Већина врста камелија генерално добро успијева на киселим земљиштима богатим хумусом, а доста врста не успијева на калцијумом богатим земљиштима.
Камелије захтијевају доста воде, или од природних падавина или од наводњавања али никако не подносе сушу. Међутим, неке од најнеобичнијих врста камелија успијева чак и на земљиштима сиромашним водом. Што се тиче узгајања камелија у затвореном кућном простору, осим заливања, потребно је пупољке оросити млаком водом уз помоћ прскалице. Током зиме треба је држати на температури од 6-10 °C и не треба превише заливати, али је потребно заливати чим камелија покаже прве цвијетове. Ако листови почну да жуте, то значи да је заливана превише и да коријен почиње трулити. У том случају, треба је пресадити у нову саксију како би спријечили њено труљење. Камелије траже свјежи и влажни, али не баш топао ваздух. Ако се држи у топлој и сувој соби, одбациће цвијет и лист. По камелије је најбоље не излагати их директно сунцу.
Саднице камелија треба садити у земљишту благо обогаћеном ђубривом. Камелије имају врло плитак коријен, те је из тог разреда не треба садити превише дубоко. Када се биљка постави треба је фино притиснути земљом и залити. Јама гдје се саде саднице треба да буде два пута дубља и три пута шира од надземног дела. Крошња треба да буде барем 10 центиметара изнад тла. Најбоље је садити је у периоду од октобра до марта. Након сађења на јесен, наставља да цвијета на зиму и у рано прољеће. Цвијет је дуготрајан и остаје свјеж до 4 мјесеца. Сваки пупољак је потребно да има довољно простора да би процвјетао. На једној грани су сасвим довољна два пупољка док се осталу могу уклонити руком. Најчешће се размножава сјеменом и резницама, мада чешће са резницама. Резнице се узимају у јулу или августу. Треба их засадити у растресито тло, те држати на свијетлом и топлом мјесту. Размножавање сјеменом се може вршити само у одређеним прилагођеним условима.

## Врсте
Биљке света онлајн тренутно укључују:
1. Camellia albata Orel & Curry
2. Camellia amplexicaulis (Pit.) Cohen-Stuart
3. Camellia amplexifolia Merr. & Chun
4. Camellia anlungensis Hung T.Chang
5. Camellia assimiloides Sealy
6. Camellia aurea Hung T.Chang
7. Camellia azalea C.F.Wei
8. Camellia brevistyla (Hayata) Cohen-Stuart
9. Camellia bugiamapensis Orel, Curry, Luu & Q.D.Nguyen
10. Camellia campanulata Orel, Curry & Luu
11. Camellia candida Hung T.Chang
12. Camellia capitata Orel, Curry & Luu
13. Camellia cattienensis Orel
14. Camellia caudata Wall.
15. Camellia chekiangoleosa Hu
16. Camellia cherryana Orel
17. Camellia chinmeiae S.L.Lee & T.Y.A.Yang
18. Camellia chrysanthoides Hung T.Chang
19. Camellia concinna Orel & Curry
20. Camellia connata (Craib) Craib
21. Camellia corallina (Gagnep.) Sealy
22. Camellia cordifolia (F.P.Metcalf) Nakai
23. Camellia costata S.Y.Hu & S.Y.Liang
24. Camellia costei H.Lév.
25. Camellia crapnelliana Tutcher – Крапнелова камелија
26. Camellia crassicolumna Hung T.Chang
27. Camellia crassipes Sealy
28. Camellia crassiphylla Ninh & Hakoda
29. Camellia cuongiana Orel & Curry
30. Camellia cupiformis T.L.Ming
31. Camellia curryana Orel & Luu
32. Camellia cuspidata (Kochs) Bean
33. Camellia dalatensis V.D.Luong, Ninh & Hakoda
34. Camellia debaoensis R.C.Hu & Y.Q.Liufu
35. Camellia decora Orel, Curry & Luu
36. Camellia dilinhensis Ninh & V.D.Luong
37. Camellia dongnaicensis Orel
38. Camellia dormoyana (Pierre ex Laness.) Sealy
39. Camellia drupifera Lour.
40. Camellia duyana Orel, Curry & Luu
41. Camellia edithae Hance
42. Camellia elizabethae Orel & Curry
43. Camellia elongata (Rehder & E.H.Wilson) Rehder
44. Camellia erubescens Orel & Curry
45. Camellia euphlebia Merr. ex Sealy
46. Camellia euryoides Lindl.
47. Camellia fangchengensis S.Ye Liang & Y.C.Zhong
48. Camellia fansipanensis J.M.H.Shaw, Wynn-Jones & V.D.Nguyen
49. Camellia fascicularis Hung T.Chang
50. Camellia flava (Pit.) Sealy
51. Camellia flavida Hung T.Chang
52. Camellia fleuryi (A.Chev.) Sealy
53. Camellia fluviatilis Hand.-Mazz.
54. Camellia forrestii (Diels) Cohen-Stuart
55. Camellia fraterna Hance
56. Camellia furfuracea (Merr.) Cohen-Stuart
57. Camellia gaudichaudii (Gagnep.) Sealy
58. Camellia gilbertii (A.Chev.) Sealy
59. Camellia glabricostata T.L.Ming
60. Camellia gracilipes Merr. ex Sealy
61. Camellia grandibracteata Hung T.Chang, Y.J.Tan, F.L.Yu & P.S.Wang
62. Camellia granthamiana Sealy – Грантамова камелија
63. Camellia grijsii Hance
64. Camellia gymnogyna Hung T.Chang
65. Camellia harlandii Orel & Curry
66. Camellia hatinhensis V.D.Luong, Ninh & L.T.Nguyen
67. Camellia hekouensis C.J.Wang & G.S.Fan
68. Camellia hiemalis Nakai
69. Camellia honbaensis Luu, Q.D.Nguyen & G.Tran
70. Camellia hongiaoensis Orel & Curry
71. Camellia hongkongensis Seem.
72. Camellia hsinpeiensis S.S.Ying
73. Camellia huana T.L.Ming & W.J.Zhang
74. Camellia ilicifolia Y.K.Li
75. Camellia impressinervis Hung T.Chang & S.Ye Liang
76. Camellia indochinensis Merr.
77. Camellia ingens Orel & Curry
78. Camellia insularis Orel & Curry
79. Camellia × intermedia (Tuyama) Nagam.
80. Camellia inusitata Orel, Curry & Luu
81. Camellia japonica L. – источноазијска камелија
синоним Camellia rusticana – снежна камелија
82. Camellia kissii Wall.
83. Camellia krempfii (Gagnep.) Sealy
84. Camellia kwangsiensis Hung T.Chang
85. Camellia lanceolata (Blume) Seem.
86. Camellia langbianensis (Gagnep.) P.H.Hô
87. Camellia laotica (Gagnep.) T.L.Ming
88. Camellia lawii Sealy
89. Camellia leptophylla S.Ye Liang ex Hung T.Chang
90. Camellia ligustrina Orel, Curry & Luu
91. Camellia longicalyx Hung T.Chang
92. Camellia longii Orel & Luu
93. Camellia longipedicellata (Hu) Hung T.Chang & D.Fang
94. Camellia longissima Hung T.Chang & S.Ye Liang
95. Camellia lucii Orel & Curry
96. Camellia lutchuensis T.Itô
97. Camellia luteocerata Orel
98. Camellia luteoflora Y.K.Li ex Hung T.Chang & F.A.Zeng
99. Camellia luteopallida V.D.Luong, T.Q.T.Nguyen & Luu
100. Camellia luuana Orel & Curry
101. Camellia maiana Orel
102. Camellia mairei (H.Lév.) Melch.
103. Camellia maoniushanensis J.L.Liu & Q.Luo
104. Camellia megasepala Hung T.Chang & Trin Ninh
105. Camellia melliana Hand.-Mazz.
106. Camellia micrantha S.Ye Liang & Y.C.Zhong
107. Camellia mileensis T.L.Ming
108. Camellia mingii S.X.Yang
109. Camellia minima Orel & Curry
110. Camellia mollis Hung T.Chang & S.X.Ren
111. Camellia montana (Blanco) Hung T.Chang & S.X.Ren
112. Camellia murauchii Ninh & Hakoda
113. Camellia namkadingensis Soulad. & Tagane
114. Camellia nematodea (Gagnep.) Sealy
115. Camellia nervosa (Gagnep.) Hung T.Chang
116. Camellia oconoriana Orel, Curry & Luu
117. Camellia oleifera C.Abel – oil-seed camellia, tea oil camellia
118. Camellia pachyandra Hu
119. Camellia parviflora Merr. & Chun ex Sealy
120. Camellia parvimuricata Hung T.Chang
121. Camellia paucipunctata (Merr. & Chun) Chun
122. Camellia petelotii (Merr.) Sealy синоним:
C. chrysantha, C. nitidissima – жута камелија
123. Camellia philippinensis Hung T.Chang & S.X.Ren
124. Camellia pilosperma S.Yun Liang
125. Camellia pingguoensis D.Fang
126. Camellia piquetiana (Pierre) Sealy
127. Camellia pitardii Cohen-Stuart
128. Camellia pleurocarpa (Gagnep.) Sealy
129. Camellia polyodonta F.C.How ex Hu
130. Camellia psilocarpa X.G.Shi & C.X.Ye
131. Camellia ptilophylla Hung T.Chang
132. Camellia pubicosta Merr.
133. Camellia pubifurfuracea Y.C.Zhong
134. Camellia pubipetala Y.Wan & S.Z.Huang
135. Camellia pukhangensis N.D.Do, V.D.Luong, S.T.Hoang & T.H.Lê
136. Camellia punctata (Kochs) Cohen-Stuart
137. Camellia pyriparva Orel & Curry
138. Camellia pyxidiacea Z.R.Xu, F.P.Chen & C.Y.Deng
139. Camellia quangcuongii L.V.Dung, S.T. Hoang & Nhan
140. Camellia reflexa Orel & Curry
141. Camellia renshanxiangiae C.X.Ye & X.Q.Zheng
142. Camellia reticulata Lindl.
143. Camellia rhytidocarpa Hung T.Chang & S.Ye Liang
144. Camellia rosacea Tagane, Soulad. & Yahara
145. Camellia rosiflora Hook.
146. Camellia rosmannii Ninh
147. Camellia rosthorniana Hand.-Mazz.
148. Camellia rubriflora Ninh & Hakoda
149. Camellia salicifolia Champ.
150. Camellia saluenensis Stapf ex Bean
151. Camellia sasanqua Thunb.
152. Camellia scabrosa Orel & Curry
153. Camellia sealyana T.L.Ming
154. Camellia semiserrata C.W.Chi
155. Camellia septempetala Hung T.Chang & L.L.Qi
156. Camellia siangensis T.K.Paul & M.P.Nayar
157. Camellia sinensis (L.) Kuntze – tea plant
158. Camellia sonthaiensis Luu, V.D.Luong, Q.D.Nguyen & T.Q.T.Nguyen
159. Camellia stuartiana Sealy
160. Camellia subintegra P.C.Huang
161. Camellia synaptica Sealy
162. Camellia szechuanensis C.W.Chi
163. Camellia szemaoensis Hung T.Chang
164. Camellia tachangensis F.S.Zhang
165. Camellia tadungensis Orel, Curry & Luu
166. Camellia taliensis (W.W.Sm.) Melch. –такође се користио за прављење чаја као C. sinensis
167. Camellia tenii Sealy
168. Camellia thailandica Hung T.Chang & S.X.Ren
169. Camellia thanxaensa Hakoda & Kirino
170. Camellia tienyenensis Orel & Curry
171. Camellia tomentosa Orel & Curry
172. Camellia tonkinensis (Pit.) Cohen-Stuart
173. Camellia transarisanensis (Hayata) Cohen-Stuart
174. Camellia trichoclada (Rehder) S.S.Chien
175. Camellia tsaii Hu
176. Camellia tsingpienensis Hu
177. Camellia tuberculata S.S.Chien
178. Camellia tuyenquangensis V.D.Luong, Le & Ninh
179. Camellia uraku Kitam.
180. Camellia villicarpa S.S.Chien
181. Camellia viridicalyx Hung T.Chang & S.Ye Liang
182. Camellia viscosa Orel & Curry
183. Camellia vuquangensis V.D.Luong, Ninh & L.T.Nguyen
184. Camellia wardii Kobuski
185. Camellia xanthochroma K.M.Feng & L.S.Xie
186. Camellia yokdonensis Dung bis & Hakoda
187. Camellia yunkiangica Hung T.Chang, H.S.Wang & B.H.Chen
188. Camellia yunnanensis (Pit. ex Diels) Cohen-Stuart